# Xã Creswell, Quận Cowley, Kansas
Xã Creswell (tiếng Anh: Creswell Township) là một xã thuộc quận Cowley, tiểu bang Kansas, Hoa Kỳ. Năm 2010, dân số của xã này là 1.970 người.